# Ніч без милосердя
Ніч без милосердя (рос. Ночь без милосердия) — радянський художній фільм 1961 року, знятий на кіностудії «Мосфільм».

## Сюжет
За мотивами оповідання Курта Занднера. Американська повітряна база розташувалася в гористій пустелі однієї з країн Близького Сходу. Генрі Девіс (Олександр Бєлявський) мріяв про професію мистецтвознавця, але став військовим льотчиком. Його робота пов'язана з ризиком, але герой задоволений пристойним заробітком. Виконуючи розвідувальний політ, Генрі вторгається в повітряний простір Радянського Союзу і потрапляє під обстріл прикордонних зеніток. Девісу ледве вдається дотягнути до бази. Його представляють до нагороди і пропонують готуватися до польотів на новому надшвидкісному літаку…

## У ролях
- Олександр Бєлявський — Генрі Девіс, лейтенант
- Лариса Кронберг — Барбі, дружина Девіса
- Микола Тимофєєв — Тед Клейтон, капітан
- Юрій Волков — Джошуа Говард Френч, капітан
- Борис Бібіков — полковник Хегберд
- Микола Хощанов — майор Джексон
- Леонід Марков — капітан Бенсон
- Олег Голубицький — Ларрі Хард, лейтенант
- Ілля Рутберг — Томас Брукс, лейтенант
- Ісаак Леонгаров — сержант, бармен
- Сергій Голованов — лікар
- Леонід Видавський — льотчик
- Валеріан Виноградов — американський льотчик
- Петро Кононихін — епізод
- Артур Ніщонкин — епізод
- Аркадій Цинман — бензозаправник
- Ервін Кнаусмюллер — епізод
- Станіслав Коренєв — епізод
- Євген Кудряшов — епізод
- Олена Вольська — епізод
- Леонід Євтіф'єв — льотчик
- Михайло Семеніхін — американський механік
- Олена Муратова — медсестра

## Знімальна група
- Режисер — Олександр Файнциммер
- Сценарист — Сергій Єрмолинський
- Оператор — Микола Олоновський
- Композитор — Сулхан Цинцадзе
- Художник — Іван Пластинкін